# Liste der Baudenkmäler in Schönebeck
Die Liste der Baudenkmäler in Schönebeck enthält die denkmalgeschützten Bauwerke auf dem Gebiet von Essen-Schönebeck, Stadtbezirk IX, in Nordrhein-Westfalen (Stand: Januar 2016). Diese Baudenkmäler sind in der Denkmalliste der Stadt Essen eingetragen; Grundlage für die Aufnahme ist das Denkmalschutzgesetz Nordrhein-Westfalen (DSchG NRW).

| Bild           | Bezeichnung | Lage                     | Beschreibung | Bauzeit   | Eingetragen seit | Denkmal- nummer |
| -------------- | ----------- | ------------------------ | --- | --------- | ---------------- | --------------- |
| weitere Bilder | Hochbunker  | Frintroper Str. 3A Karte | Im Rahmen des Führer-Sofortprogramms für 250 Personen als sechsgeschossiger Turmbunker für den Luftschutz errichtet. | 1940–1941 | 19. Mai 2014     | 968             |